# Chikotan
Chikotan (en russe : Шикотан ; en japonais : 色丹島, Shikotan) est une île de l'archipel des Kouriles, située dans l'océan Pacifique entre la péninsule du Kamtchatka et le nord du Japon. Chikotan est une île administrée par la Russie et rattachée à l'oblast de Sakhaline. L'île, avec quelques autres îles méridionales de l'archipel (sous l'appellation de « Territoires du nord », 北方領土, Hoppô ryôdo), est revendiquée par le Japon qui en a perdu le contrôle à l'issue de la Seconde Guerre mondiale. Chikotan signifie en langue aïnou « le meilleur endroit ». C'est la plus grande d'un groupe d'île appelée en Russie les « petites Kouriles ».
L'île a une superficie totale de 182 km2. Elle est couverte de collines d'une altitude moyenne de 300 mètres. Les côtes de l'île sont très indentées et couvertes de prairies. Le point culminant est à 412 mètres. L'île est constituée de roches volcaniques et de grès remontant aux périodes du Crétacé supérieur et du Cénozoïque. Chikotan comporte deux volcans éteints : les monts Tomari et Notoro.
La végétation est constituée principalement de sapins de Sakhaline, de mélèzes, d'arbres à feuilles caduques avec en sous-bois des bambous et des buissons de genévriers.
L'île a une population de 1 500 habitants regroupée dans deux agglomérations situées au fond de baies : Malokourilskoïe (en) (« petites Kouriles ») et Krabozavodskoïe (en) (« usine de crabes »). La principale ressource de l'île est la pêche : les produits sont la morue, le crabe et le varech.
En octobre 1994, un séisme (en) et le tsunami qui s'est ensuivi ont fortement endommagé les installations sur l'île.

## Galerie

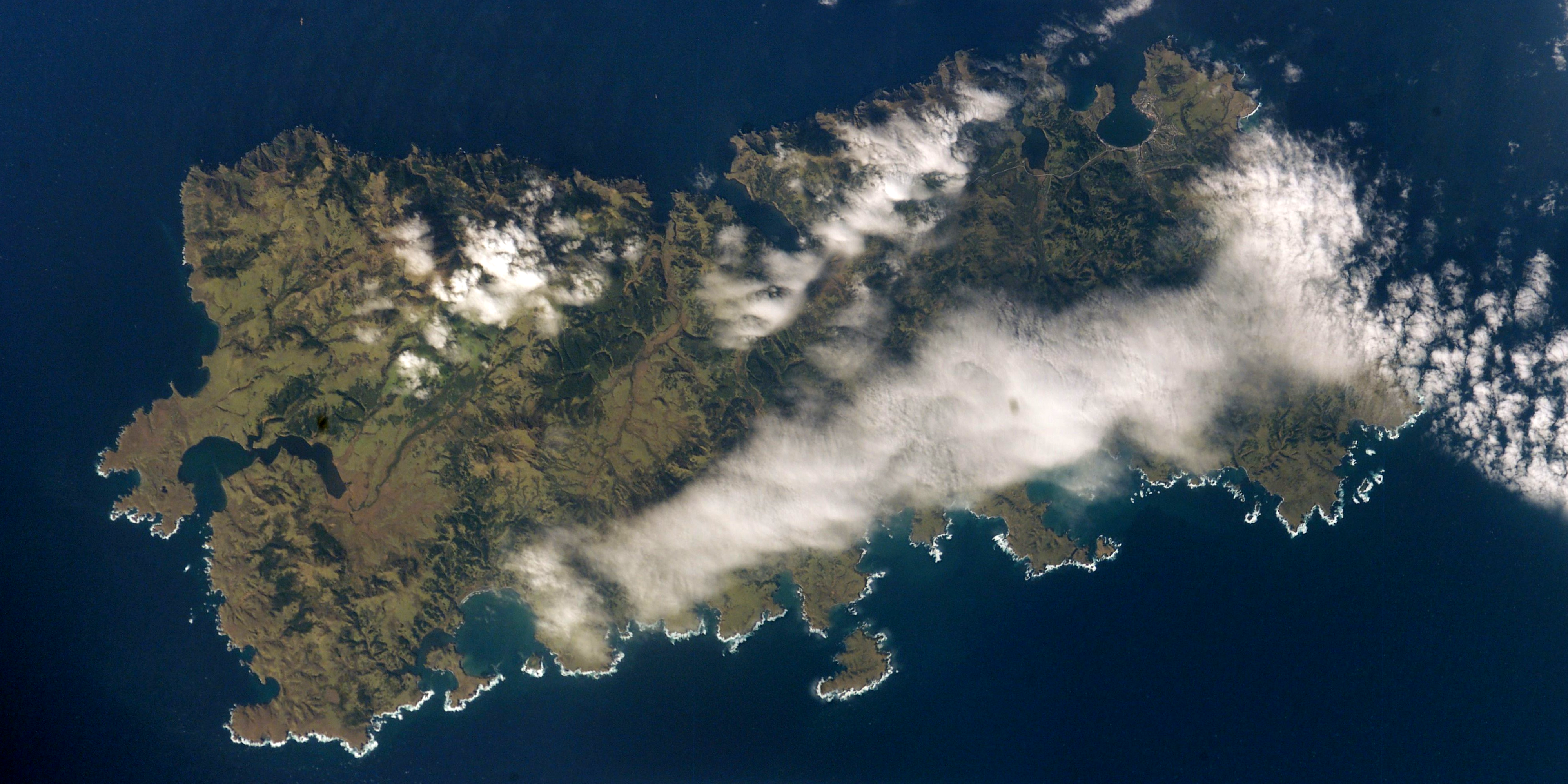
Vue satellite de l'île.
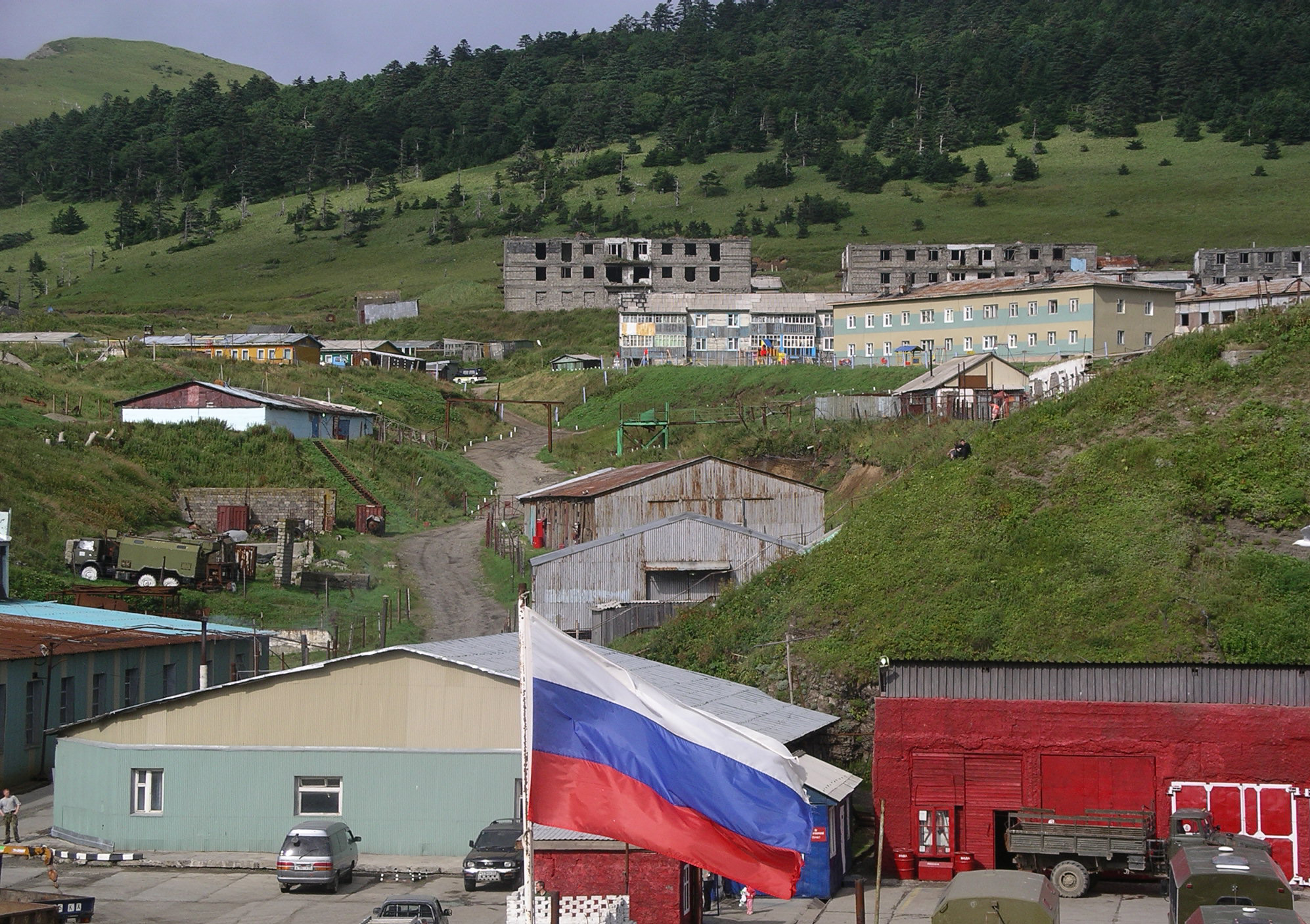
Malokourilskoïe, l'agglomération principale de l'île.
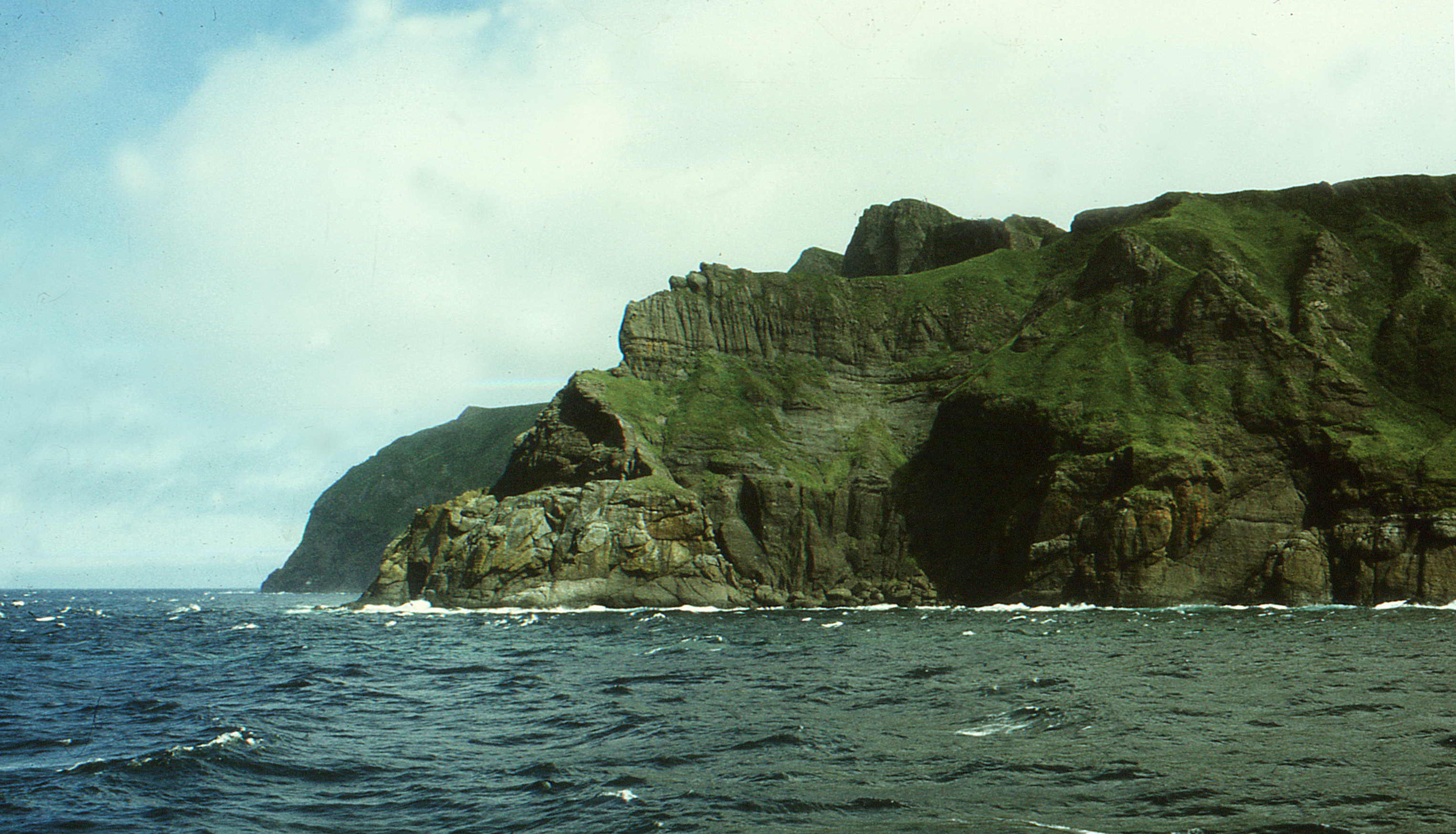
L'île Chikotan, 1990.
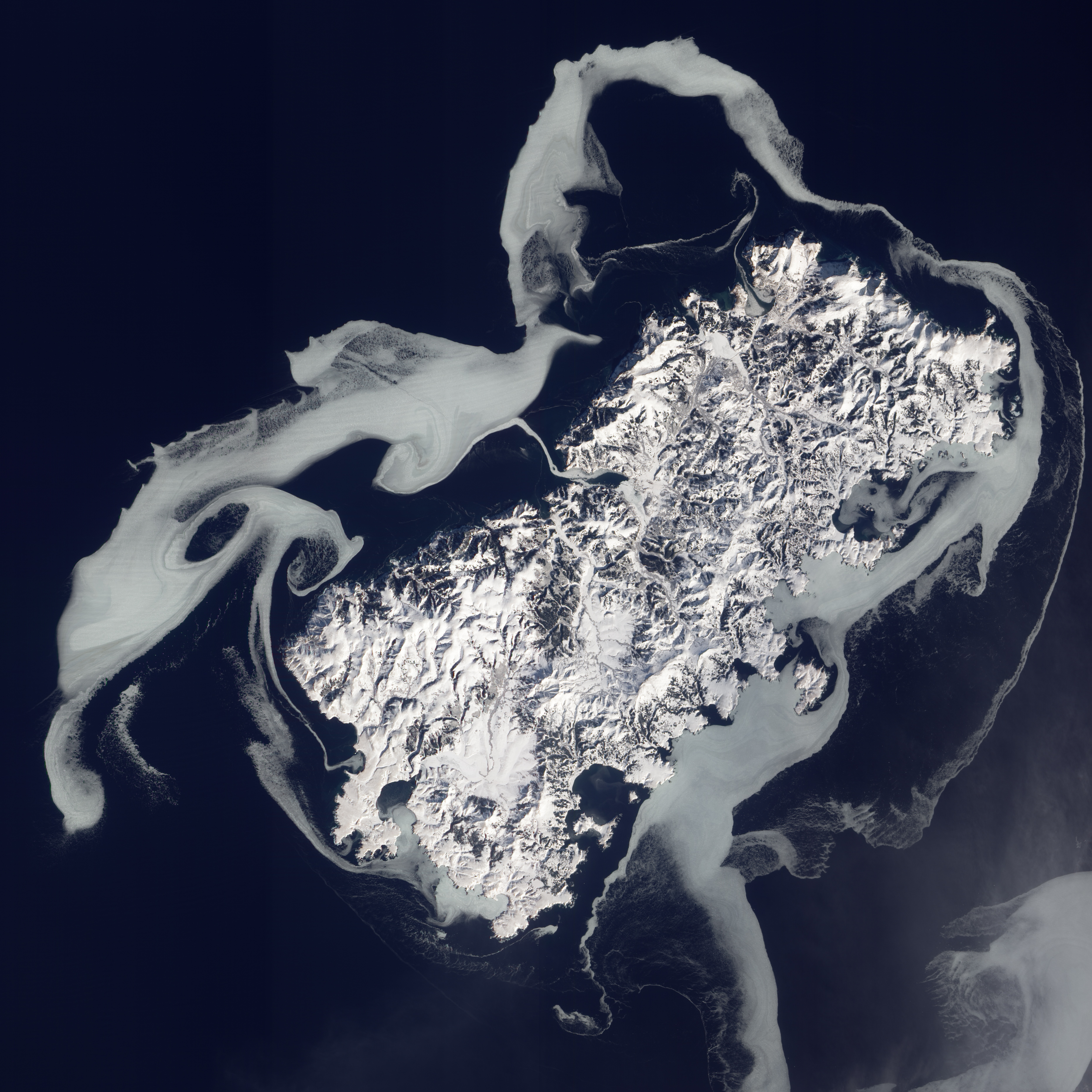
Mer de Glace entourant Chikotan.
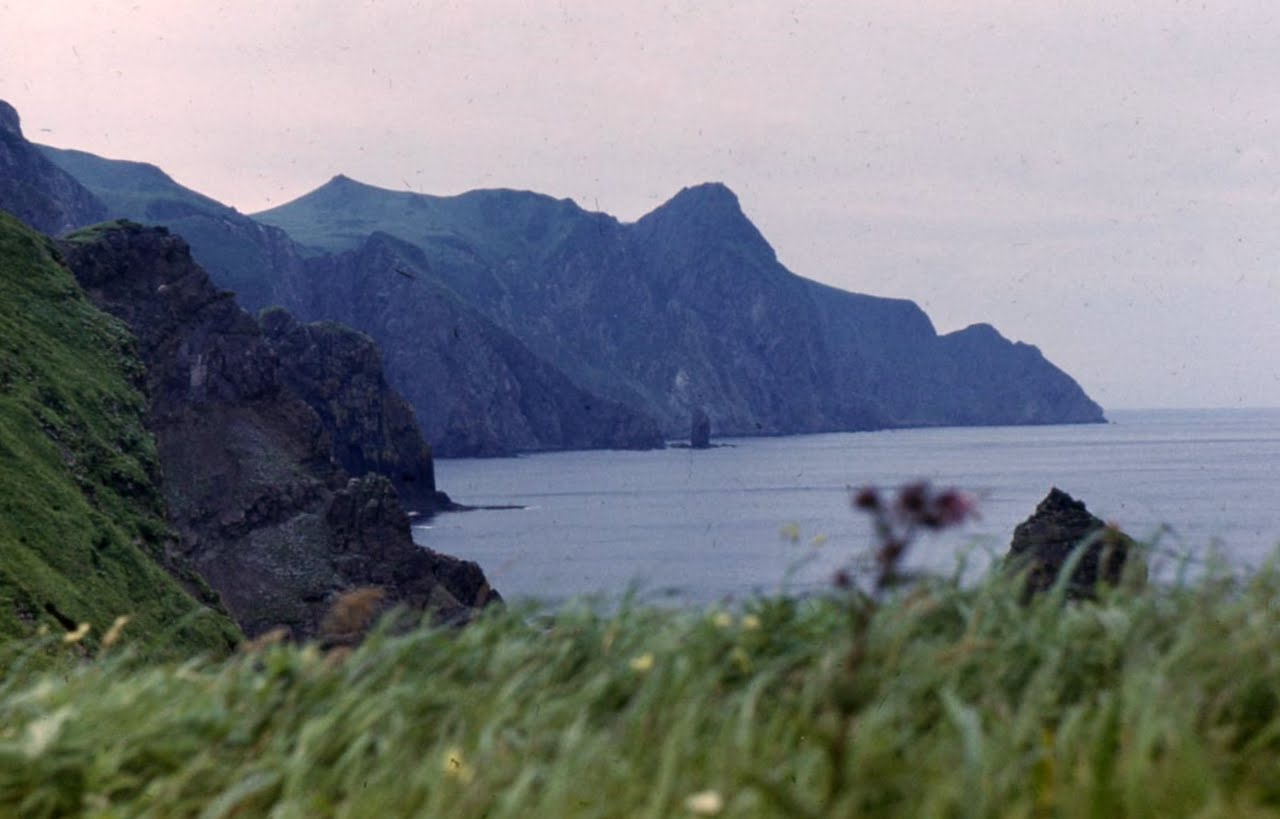
Shikotan, 1980.
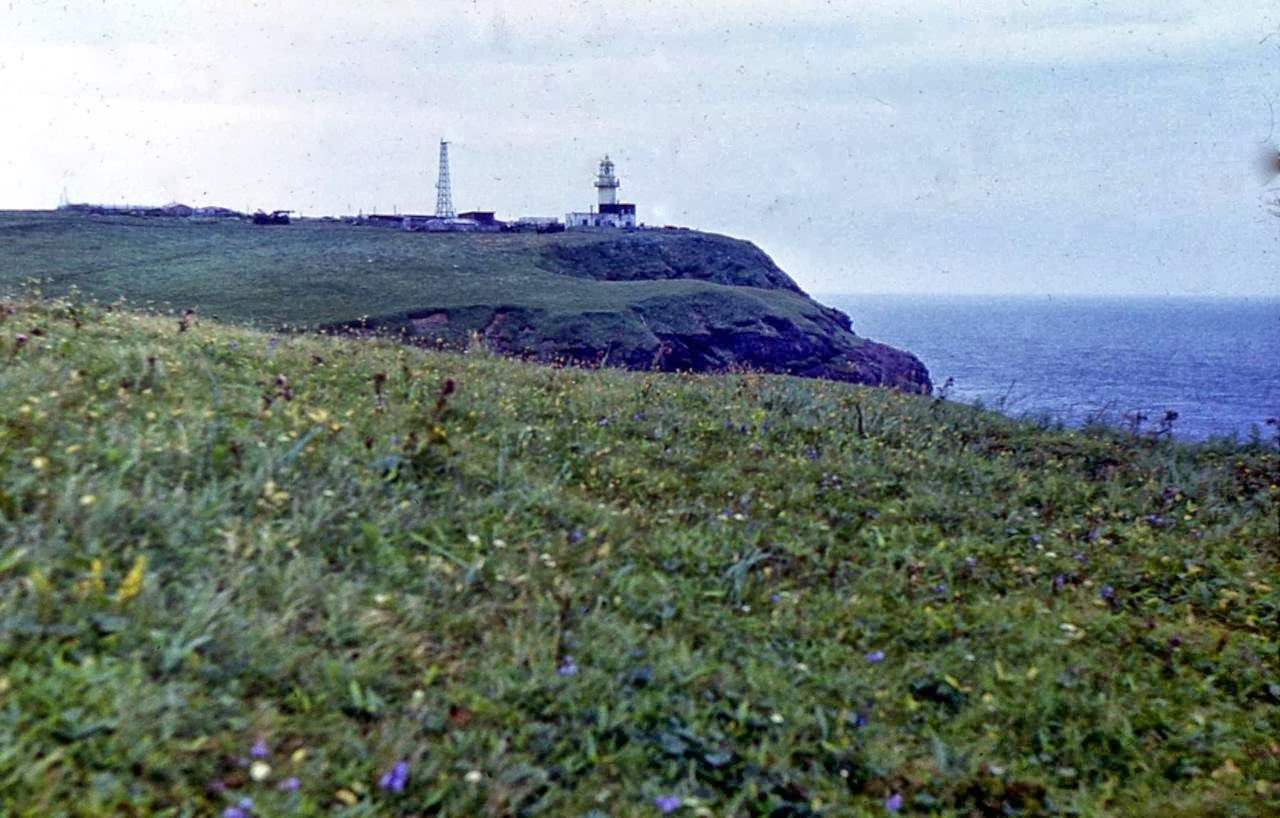
Phare, 1980.
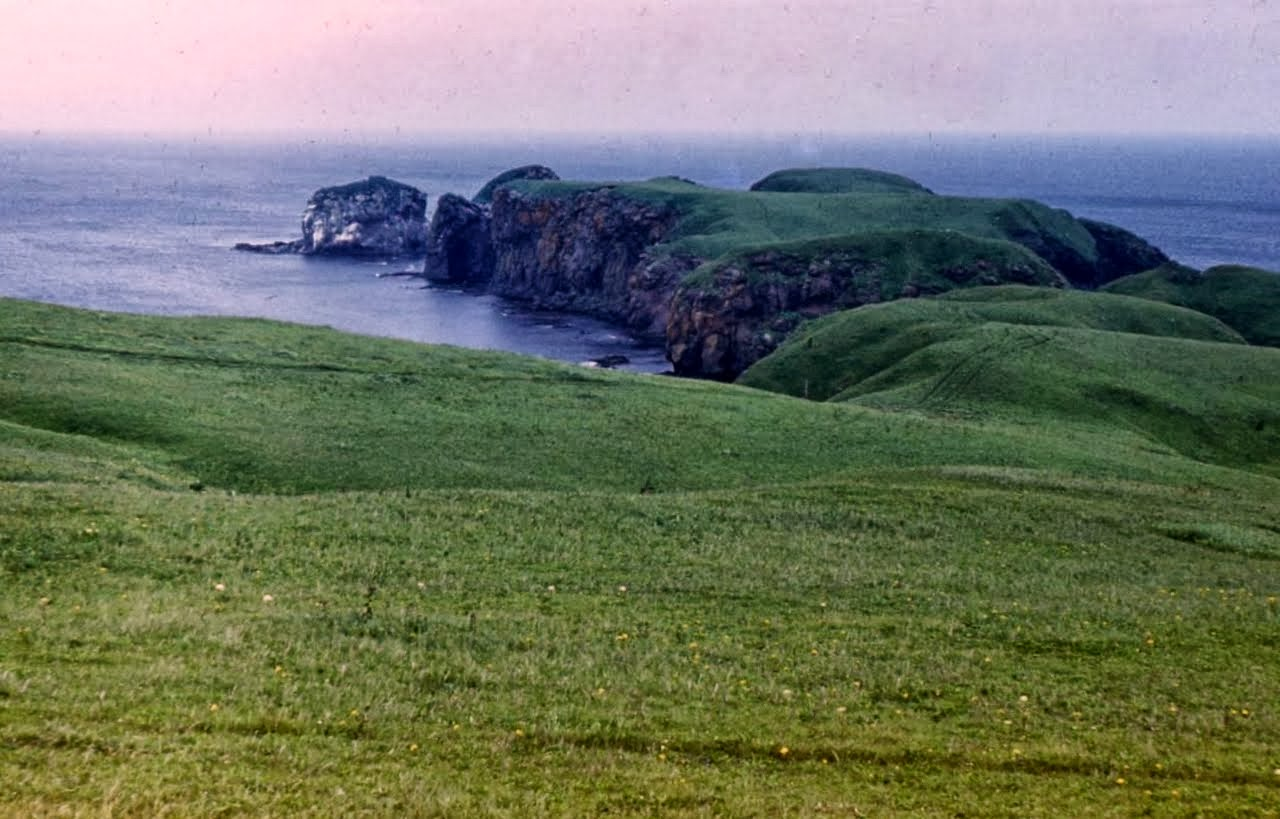
Le paysage, 1980.

## Dans la culture populaire

### Cinéma et télévision
En 2014, sort le film L'Île de Giovanni, réalisé par Mizuho Nishikubo. Le film raconte l'histoire de deux jeunes garçons pendant l'annexion de l'île par les forces soviétiques en 1945. Il est basé sur les récits de M. Hiroshi Tokuno.